# Alipi d'Antioquia
Alipi va ser un geògraf i vicari de la Gran Bretanya romana, probablement a final dels anys 350 dC. Va substituir Flavi Martí com a vicari després que se suïcidàs. El seu mandat el recull Ammià Marcel·lí (XXIII, 1.3).

## Vida
Provenia d'Antioquia de Cilícia i servia sota Constanci II, i probablement va ser designat per assegurar-se que ningú amb associacions occidentals no servís a Gran Bretanya durant un temps de desconfiança, rebel·lió i supressió simbolitzada pels actes brutals del notari imperial. Paulus Catena. És possible que fos ell qui s'hagués d'enfrontar amb la insurrecció de l'usurpador Carausi II.
Després, Alipi va rebre l'encàrrec de reconstruir el temple de Jerusalem com a part de l'assaig sistemàtic de Julià l'Apòstata de revertir el cristianisme de l'Imperi romà mitjançant la restauració pagana i, en aquest cas, el judaisme.